# بلقوپا
بلقوپا (به قزاقی: Bel'kopa) یک روستا در قزاقستان است که در شهرستان آیتکه بی واقع شده‌است. بلقوپا ۳۰۷ متر بالاتر از سطح دریا واقع شده‌است.